# 第1軍団イタリカ
第1軍団イタリカ (Legio I Italica) はローマ軍団の一軍団。第四次パルティア戦争の後、ローマ皇帝ネロにより西暦66年9月22日に編成されている事が銘刻により証明されている。軍団の紋章はイノシシ。軍団の記録は長く、5世紀初頭にはドナウ川の国境沿いに駐在していた事が分かっている。
編成時には「アレクサンドロス大王の軍団（phalanx Alexandri Magni ）」という名も添えられていた。その後アルメニアへ遠征、しかし直後にユダヤ戦争が勃発し、遠征は中止となる。その後68年にガリアのヴィンデクスの反乱鎮圧に向かう。ネロ以降の四皇帝の年ではヴィテッリウス側につき、ベドリアクムの戦いに参加、しかしウェスパシアヌスの軍隊に敗れる。その後70年にウェスパシアヌスの命によりモエシアに駐在。以降現在のスヴィシュトフ近郊にそのまま駐屯する事となる。
トラヤヌスの時代にはダキア戦争に参加、ドナウ川の架橋に携わる。土木作業などが軍団の特色だったらしく、140年頃にアントニヌスの長城の施工に第1軍団イタリカの百人隊長が赴いている。その後マルクス・アウレリウス・アントニヌスの時代ではマルコマンニ戦争に参加。ドナウ川国境に浸透するゲルマン族を迎え撃った。長い戦役の後、アウレリウスは第1軍団イタリカと第4軍団フラウィア・フェリクスを駐屯させて新たな属州を設置しようとしたが、アウィディウス・カッシウスの反乱で頓挫した。
193年にモエシアを統治していたセプティミウス・セウェルスが帝位を表明。第1軍団イタリカはこれを支持するものの、本国イタリアには進撃しなかった。しかしセウェルスの政敵であるペスケンニウス・ニゲルの軍団と交戦、第10軍団クラウディアとともにビザンティウムを包囲、その後イッソスの戦いに参加している。
3世紀のカラカラの時代、駐屯地から始まる新たなリメスの設営に携わる。その後アレクサンデル・セウェルスの時代には分隊をサロナに派遣、ダルマティア海域の防衛に従事させている。